# 크리스핀 프리먼

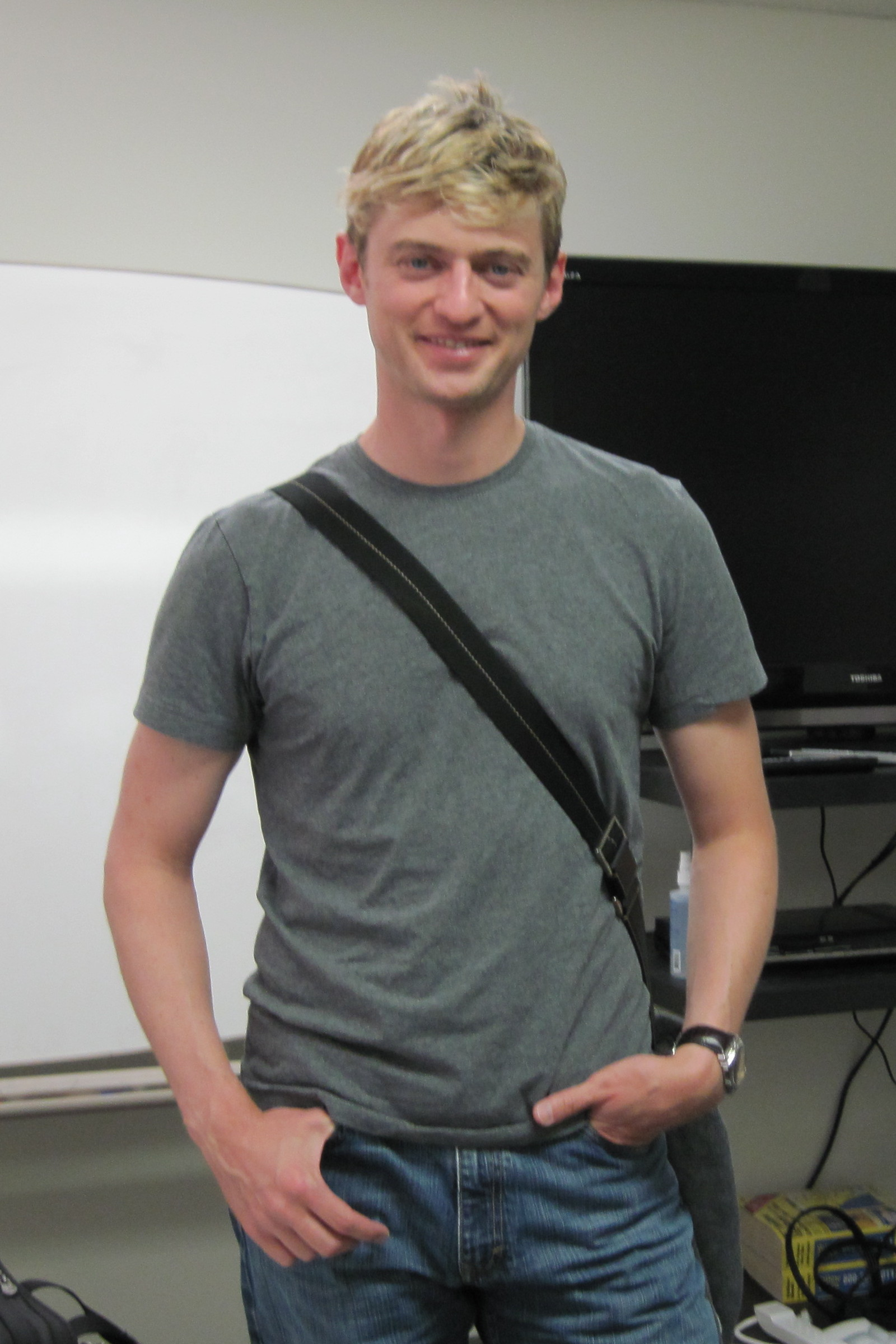

크리스핀 프리맨(Crispin Freeman, 1972년 2월 9일 ~ )은 미국의 성우, 배우, 텔레비전 배우, 각본가, 영화배우이다.
시카고에서 태어났다.

## 영화
- 영 저스티스 (2010년)
- 헬싱 IV : 죽음의 전주곡 (2008년)
- 슬레이어즈 레볼루션 (2008년)
- 레지던트 이블: 디제너레이션 (2008년)
- 스펙타큘러 스파이더맨 (2008년)
- 헬싱 III : 전쟁광의 귀환 (2007년)
- 헬싱 1 (2006년)
- 공각기동대 S.A.C - Solid State Society (2006년)
- 헬싱 II : 불멸의 수호자 (2006년)
- 스즈미야 하루히의 우울 (2006년)
- 아이스 에이지 2 (2006년)
- IGPX (2005년)
- 교향시편 유레카 7 - 시리즈 (2005년)
- 파이널 판타지 7 - 어드벤트 칠드런 (2005년)
- 하울의 움직이는 성 (2004년) - 터닙 왕자 영어 더빙 역
- 스크랩드 프린세스 (2003년) - 영어 더빙 역
- 금색의 갓슈벨!! (2003년) - 영어 더빙 역
- 헬싱 (2001년)
- 스크라이드 (2001년)
- 아르젠트 소마 (2000년)
- 지금, 거기에 있는 나 (1999년)
- 빅 오 (1999년)
- 디지몽: 디지털 몬스터 (1999년)
- 로도스도 전기 - 시리즈 (1998년)
- 마법소녀 리나 - 넥스트 (1996년)
- 마법소녀 리나 (1995년)
- 반딧불이의 묘 (1988년)
- 은하철도의 밤 (1985년)